# Louis Powell Harvey
Louis Powell Harvey (East Haddam, 22 luglio 1820 – Savannah, 19 aprile 1862) è stato un politico statunitense. Fu il settimo governatore del Wisconsin.

## Biografia
Harvey nacque ad East Haddam, nel Connecticut, e si trasferì con la sua famiglia nell'Ohio nel 1828. Frequentò il Western Reserve College, poi lavorò come insegnante per un certo periodo e alla fine si è trasferito a Kenosha, nel Wisconsin, che poi ha preso il nome di Southport, dove fondò un'accademia. A Southport si associò al Whig Party e pubblicò un quotidiano Whig, il Southport American (1843-1846).
Nel 1847, Harvey sposò Cordelia Perrine; i due si trasferirono a Clinton, nella Contea di Rock, nel Wisconsin, poi nel vicino villaggio di Shopiere. Aiutò a organizzare il Partito Repubblicano e fu un membro repubblicano del Senato dello Stato del Wisconsin dal 1854 al 1858. Fu poi Segretario di Stato del Wisconsin dal 1860 al 1862 e infine governatore del Wisconsin nel 1862.
Nell'aprile 1862, dopo aver servito solo pochi mesi come governatore, Harvey organizzò una spedizione per portare rifornimenti medici alle truppe del Wisconsin, in particolare ai feriti nella battaglia di Shiloh che erano stati accuditi in imbarcazioni ospedaliere sui fiumi Mississippi e Tennessee. Harvey visitò le truppe al Cairo e Mound City, in Illinois e a Paducah, Kentucky.
Il 19 aprile 1862, vicino a Shiloh, Harvey si fermò durante la notte vicino a Savannah, nel Tennessee. A tarda sera, mentre cercava di passare da una barca legata a un battello a vapore in movimento diretto a nord (una pratica comune ma pericolosa), Harvey cadde nel fiume Tennessee e annegò, nonostante gli strenui sforzi di salvataggio dei suoi collaboratori.
Il suo corpo fu ritrovato 14 giorni dopo, oltre 100 km a valle; fu sepolto nel Forest Hill Cemetery, a Madison. Sua moglie Cordelia divenne una infermiera di guerra, onorata del grado di colonnello da Abraham Lincoln. Successivamente fondò ospedali per veterani nel Wisconsin, lontano dal fronte di guerra, e un orfanotrofio per orfani di soldati. Fu sepolto a Forest Hill Cemetery, Madison, nel Wisconsin.